# كالدمور
كالمور (بالإنجليزية: Caldmore)‏ هي بلدة تقع غرب ميدلاند في بريطانيا.